# منشية طنبارة
منشية طنبارة إحدى قرى مركز المحلة الكبرى التابع لمحافظة الغربية بجمهورية مصر العربية. فُصلت عن قرية طنبارة سنة 1334هـ/1916م.

## التعليم
تصل نسبة الأمية في القرية إلى 54.57% بين من تجاوزوا العاشرة من عمرهم، بينما تصل نسبة من حصلوا على تعليم جامعي إلى 0.92% من جملة السكان.

## السكان
بلغ عدد سكان منشية طنبارة 3,927 نسمة حسب تقدير عام 2018.
| السنة  | 1927 | 1960 | 1976 | 1986 | 1996 | 2006  | 2018 |
| ------ | ---- | ---- | ---- | ---- | ---- | ----- | ---- |
| القرية | 1449 | 1820 | 2606 | 2962 | 3363 | 3,927 | 6265 |